# Lituus (staf)

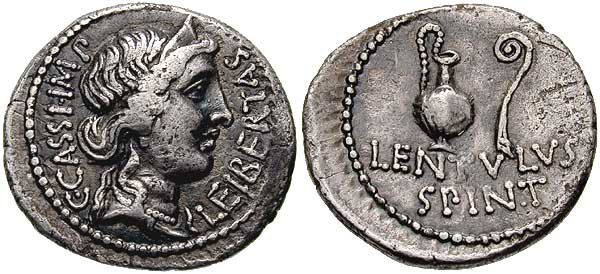
Een denarius van Gaius Cassius Longinus en Lentulus Spinther met op de keerzijde een lituus (42 v.Chr. in Smyrna).

Een lituus is een staf met een gekromde of spiraalvormige uiteinde. Het is van Etruskisch-Italische herkomst en meestal uit hout of metaal vervaardigd. Oorspronkelijk was de lituus een ambtsinsigne van de Romeinse koningen. Later werd het een teken van de imperatorische macht en symbool van de princeps.
Nog belangrijker is echter de cultische functie van de lituus. De staf was cultusvoorwerp en insigne van de auguren. Door hen werd de lituus voor het beschrijven van de hemelregionen respectievelijk het templum benut. Van groot belang is de staf ook in legendarisch opzicht, daar de legende zei dat Romulus daarmee de afzonderlijke regionen van de stad Rome vastlegde. In de iconografie is de lituus hoofdzakelijk het symbool voor de auguren op kunstwerken en munten.
Een gelijkaardige staf behoorde ook tot de regalia van de farao's. De huidige kromstaf als een van de ambtstekens van een bisschop van de Rooms-Katholieke Kerk gaat op de lituus terug.

## Referentie
- Marcus Cyron, art. Lituus (Stab), de.Wikipedia.org (2005-2006).